# آرثر مايا
آرثر مايا (بالبرتغالية: Arthur Maia‏) هو عازف جاز برازيلي، ولد في 9 أبريل 1962 في ريو دي جانيرو في البرازيل، وتوفي في 15 ديسمبر 2018.

## وصلات خارجية
- آرثر مايا على موقع ميوزك برينز (الإنجليزية)
- آرثر مايا على موقع أول ميوزيك (الإنجليزية)
- آرثر مايا على موقع ديسكوغز (الإنجليزية)